# Mesarthim
Mesarthim, eller Gamma Arietis, är en vit dubbelstjärna i huvudserien i stjärnbilden Väduren. Huvudstjärnan är av spektralklassen A och systemet ligger ungefär 165 ljusår från jorden. 
Mesarthim är en roterande variabel av Alfa2 Canum Venaticorum-typ (ACV med den gemensamma magnituden 3,86 och variationer på omkring 0,04 magnituder. Ljusstyrkan varierar med en period av 1,6092 dygn.